# موشيه راخميليفيتس
موشيه راخميليفيتس (بالعبرية: משה רחמילביץ‏) (من مواليد 1898 - وتوفي عام 1985) طبيب إسرائيلي. ويعتبر أحد آباء مهنة الطب في إسرائيل.
في عام 1964، حصل راخميليفيتس على جائزة إسرائيل في الطب. 

## سيرة شخصية
ولد راخميليفيتس عام 1898 في مستسلاف (وتقع حاليا في بيلاروسيا)، وكانت وقتها تقع في الإمبراطورية الروسية، ونشأ في مدينة بابرويسك. والديه هما إليعيزر ليبمان راخميليفيتس ودفوشا زاك.وبعد إنهاء دراسته الثانوية، درس الطب في ألمانيا .
في عام 1926 هاجر إلى فلسطين تحت الانتداب البريطاني، وبدأ العمل في مستشفى بيكور حوليم في القدس. في عام 1927، تم اختياره للذهاب إلى الولايات المتحدة لتلقي المزيد من التدريب، وتخصص في مستشفى ماونت سيناي في نيويورك .
بعد عودته من الولايات المتحدة، عمل في مستشفى هداسا في القدس الواقعة على جبل المشارف. وفي عام 1949، بعد إخلاء منشأة جبل المشارف نتيجة استيلاء القوات العربية عليها، انتقل مع المستشفى إلى مباني مؤقتة قبل أن ينتقل في عام 1961 إلى مستشفى هداسا الجديد في عين كارم، جنوب غرب القدس.
كان راخميليفيتس الطبيب الشخصي للعديد من قادة إسرائيل. وكان من أوائل الذين تولوا منصب عميد لكلية الطب في الجامعة العبرية في القدس، وعمل عميدًا للكلية من 1958 إلى 1961.
كان المجال الرئيسي لبحوثه وتخصصه هو أمراض الدم.
كان متزوجًا من تشافا (مولودة باسم بوميرانتس) ولديه ولدان، دانييل وإيليعيزر، وكلاهما بروفيسوران في الطب. توفي عام 1985 بسرطان القولون .
وبعد وفاته، أطلق على أحد شوارع القدس اسم «شارع راخميليفيتس».

## الجوائز والتكريم
- في عام 1964، حصل راخميليفيتس على جائزة إسرائيل في الطب. [2]
- في عام 1970، حصل على جائزة ياكير يروشليم (مواطن القدس الجدير) من مدينة القدس. [3]
- سمي شارع راخميليفيتس في بسغات زائيف شمال شرقي القدس باسمه.